# Сен-Пьер (Сен-Пьер и Микелон)
Сен-Пьер (фр. Saint-Pierre) — город, административный центр французского владения Сен-Пьер и Микелон, на острове Сен-Пьер, расположенном в Атлантическом океане к югу от острова Ньюфаундленд. В 1967 году в городе проживало 4,6 тыс. жителей, в 2011 году — 5888 человек.

## Экономика
Прежнее основное занятие населения — лов и переработка рыбы (главным образом трески). В настоящее время промышленный лов рыбы прекращен, фабрика по переработке рыбы закрыта. Причиной тому мораторий на промысел трески, введённый Канадой.

## Население
| Население 2 коммун Сен-Пьер и Микелон согласно результатам переписи и последним официальным оценкам. | Население 2 коммун Сен-Пьер и Микелон согласно результатам переписи и последним официальным оценкам. | Население 2 коммун Сен-Пьер и Микелон согласно результатам переписи и последним официальным оценкам. | Население 2 коммун Сен-Пьер и Микелон согласно результатам переписи и последним официальным оценкам. | Население 2 коммун Сен-Пьер и Микелон согласно результатам переписи и последним официальным оценкам. | Население 2 коммун Сен-Пьер и Микелон согласно результатам переписи и последним официальным оценкам. | Население 2 коммун Сен-Пьер и Микелон согласно результатам переписи и последним официальным оценкам. |
| Коммуны                                                                                              | Перепись (C) 1982-03-09                                                                              | Перепись (C) 1990-03-15                                                                              | Перепись (C) 1999-03-08                                                                              | Перепись (C) 2006-01-01                                                                              | Оценка (E) 2015-01-01                                                                                | Оценка (E) 2019-01-01                                                                                |
| --- | --- | --- | --- | --- | --- | --- |
| Микелон-Ланглад                                                                                      | 626                                                                                                  | ↗697                                                                                                 | ↗698                                                                                                 | ↘616                                                                                                 | ↘606                                                                                                 | ↘580                                                                                                 |
| Сен-Пьер                                                                                             | 5 415                                                                                                | ↗5 580                                                                                               | ↗5 618                                                                                               | ↘5 509                                                                                               | ↘5 415                                                                                               | ↘5 394                                                                                               |

## Инфраструктура
- В городе расположен незамерзающий порт
- Международный аэропорт Сен-Пьер расположен в южной части города. Единственным перевозчиком является компания «Эйр Сен-Пьер», осуществляющая доставку пассажиров как на остров Микелон, так и в Канаду (осуществляет рейсы в Сент-Джонс, Галифакс и Монреаль).

## Достопримечательности

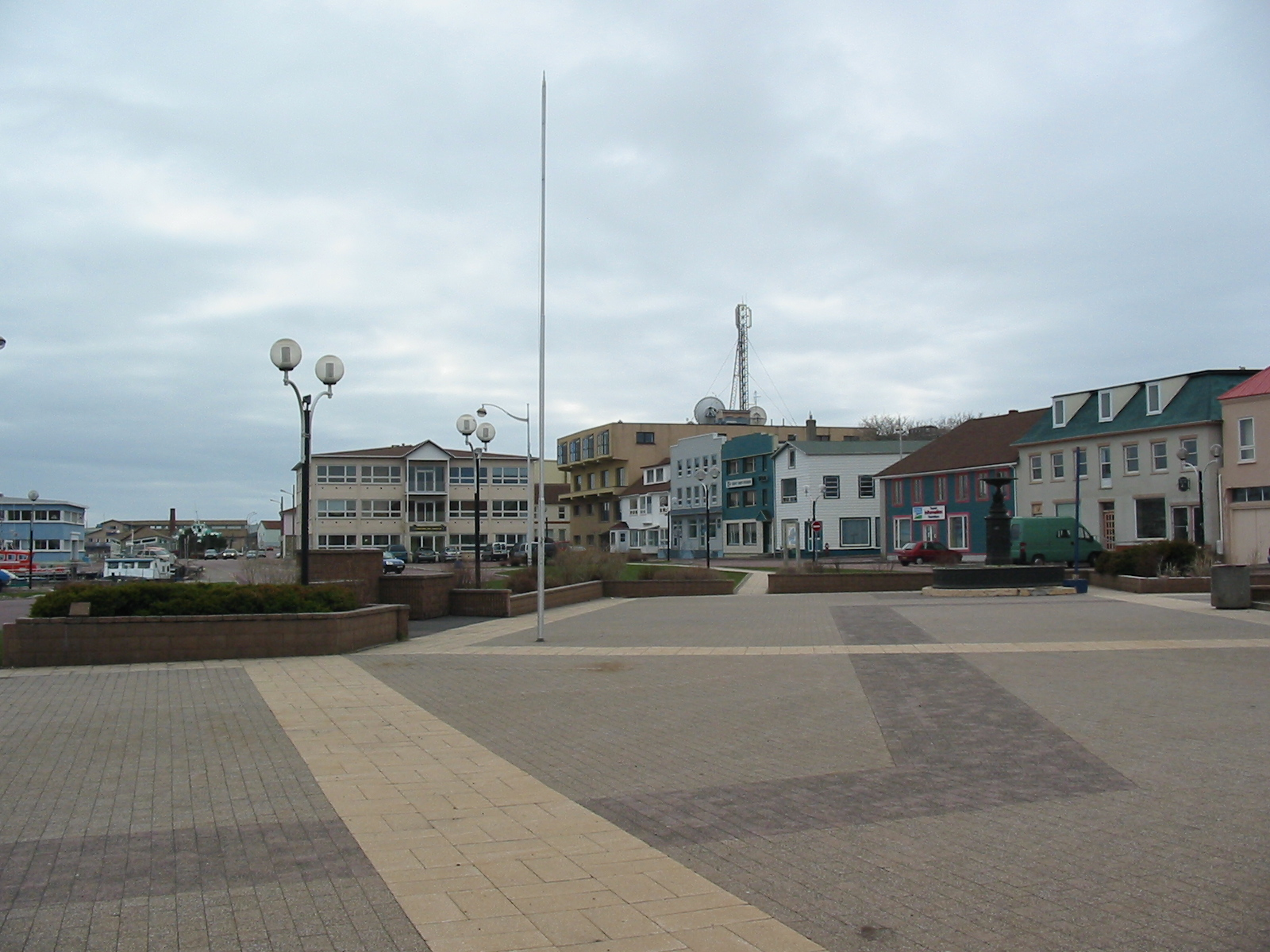
Площадь Генерала Шарля де Голля
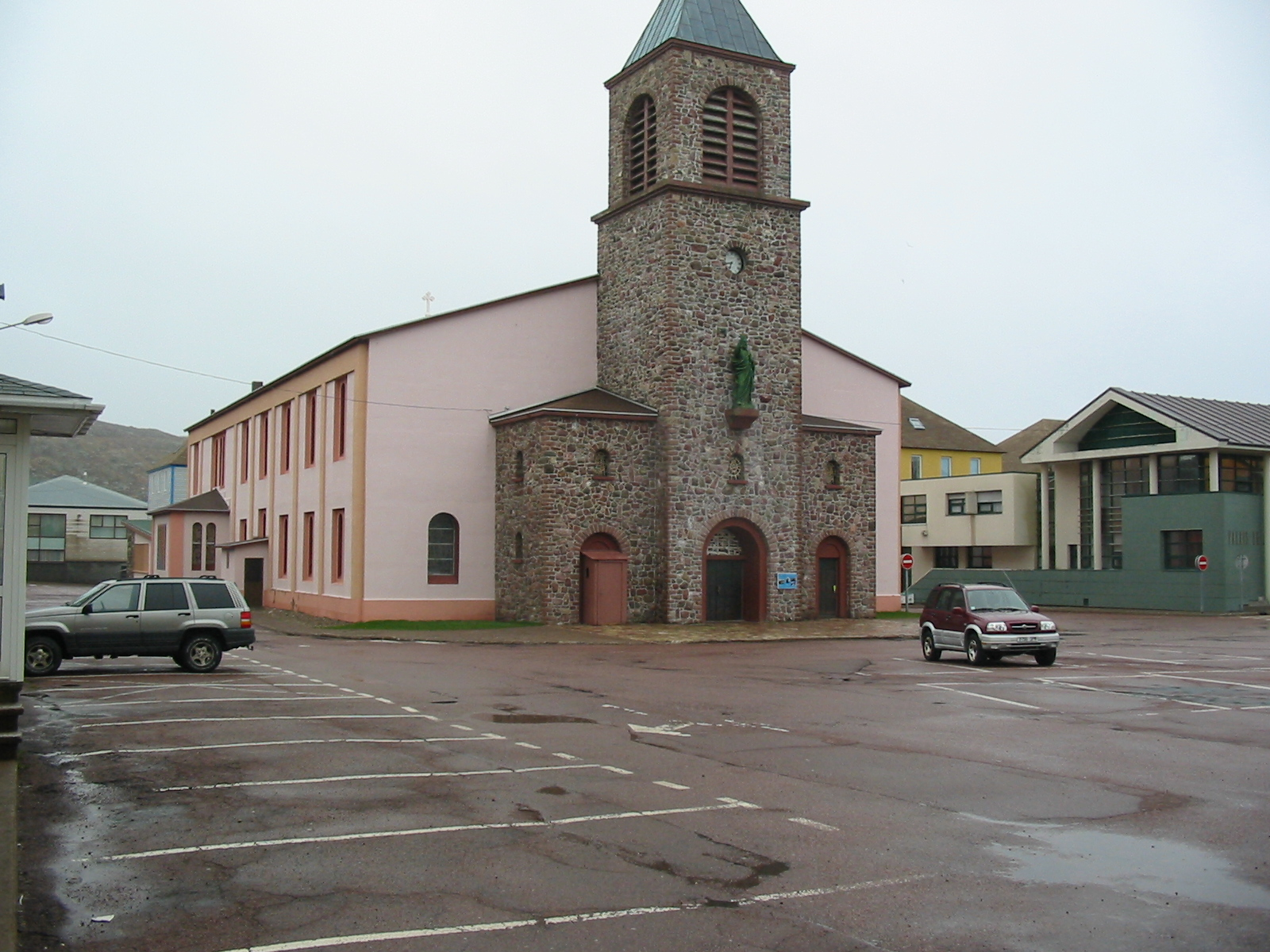
Собор в Сен-Пьер
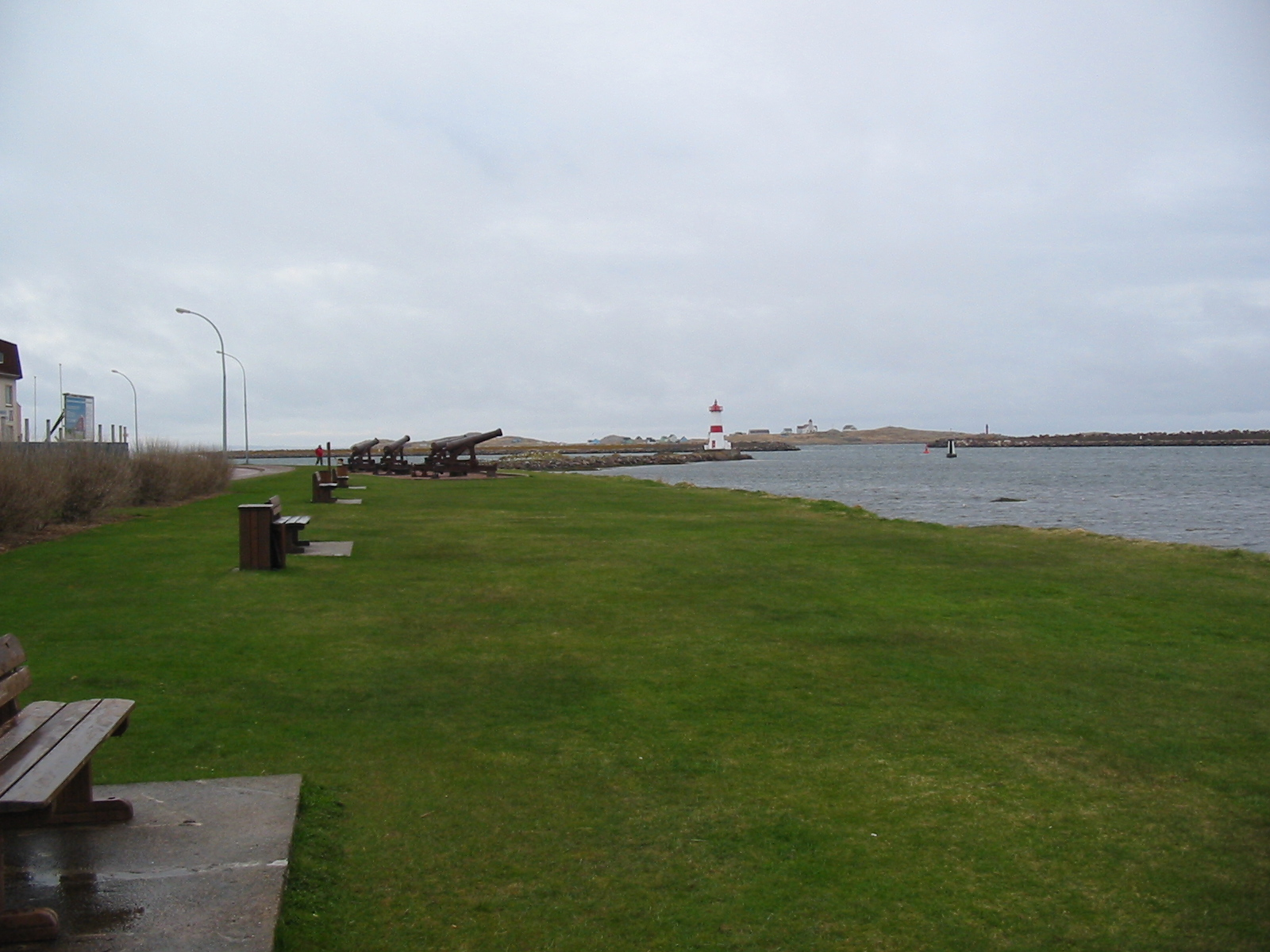
Старинные пушки и маяк при входе в гавань